# Bulbophyllum roxburghii
Bulbophyllum rothschildianum es una especie de orquídea epifita  originaria de  	 Asia. 

## Descripción
Es una orquídea de mediano tamaño, con hábitos de epifita y con una separación de 1,5 a 3 cm entre cada pseudobulbo subgloboso que está envuelto basalmente por vainas fibrosas y lleva  una sola hoja, apical, coriácea, linear-oblonga, obtusa, oblicuamente emarginada, sésiles en una base cortamente peciolada. Florece en la primavera hasta el verano en una inflorescencia erecta, basal, de 20 cm  de largo, delgada, bracteada, con 5 a 12 flores que exceden la altura de las hojas y aparecen en una umbela apical.

## Distribución y hábitat
Se encuentra en Assam, India, Sikkim y el Himalaya oriental en valles tropicales en las elevaciones de alrededor de 300 metros.   

## Cultivo
Esta especie necesita ser cultivada en una maceta o cesta y con temperaturas calientes y sombra parcial, un buen movimiento del aire y el agua moderada y fertilizantes.

## Taxonomía
Bulbophyllum roxburghii fue descrita por (Lindl.) Rchb.f. y publicado en Annales Botanices Systematicae 6: 263. 1864.
Etimología
Bulbophyllum: nombre genérico que se refiere a la forma de las hojas que es bulbosa.
roxburghii: epíteto otorgado en honor del botánico William Roxburgh, director del Jardín Botánico de Calcuta.
Sinonimia
- Aerides radiata Roxb.
- Bulbophyllum sikkimense (King & Pantl.) J.J.Sm.
- Cirrhopetalum roxburghii Lindl.
- Cirrhopetalum sikkimense King & Pantl.
- Phyllorchis roxburghii (Lindl.) Kuntze
- Phyllorkis roxburghii (Lindl.) Kuntze[3][4]